# Чеслер, Филлис
Филлис Чеслер (англ. Phyllis Chesler, род. 1 октября 1940, США) — американская радикально-феминистская писательница, психотерапевт, специалист по женским исследованиям. Почётная профессор психологии и женских исследований в колледже Стейтен-Айленда (CUNY). Психолог-феминистка второй волны, автор 18 книг, в том числе бестселлеров «Женщины и безумие» (1972), «С ребёнком: история материнства» (1979) и «Американская невеста в Кабуле: мемуары» (2013). Плодотворно исследовала темы пола, психических расстройств, развода и опеки над детьми, суррогатного материнства, второй волны феминизма, порнографии, проституции, инцеста и насилия над женщинами.
Также исследовала в ряде работ антисемитизм, женщин в исламе и убийства чести. По её утверждениям, много западных интеллектуалов, включая левых и феминисток, отказались от западных ценностей во имя мультикультурного релятивизма, что привело к союзу с исламистами, росту антисемитизма и пренебрежением интересами мусульманок и религиозных меньшинств в странах с мусульманским большинством.

## Карьера
Является радикальной феминисткой и лидером феминисток второй волны.
Во время своей учёбы в Ричмонд-колледже Чеслер запустила много услуг для студенток, включая курсы самообороны, кризисный центр для тех, кто пережил изнасилование и центр присмотра за детьми. В 1975 году участвовала в основании Национальной сети женского здоровья вместе с Барбарой Симан, Элис Вольфсон, Белитой Коуэн и Мэри Хауэлл, а также стала членом Женского форума и основала Международный комитет женщин "Стена".
С Вивиан Горник Филлис Чеслер создала феминистический салон. В 1969 году участвовала в основании Ассоциации женщин в психологии.

### Судебные дела
В 1997 году была единственной судебной эксперткой в групповом иске в штате Небраска от имени пациенток, претерпевших сексуальное, физическое, медицинское и психологическое насилие. С 2008 по 2012 год Чеслер давала показания под присягой в зале суда по делам девочек и женщин, сбежавших от убийств чести и подали заявления о предоставлении убежища в Америке. Чеслер возглавляла групповой иск против Городского университета Нью-Йорка от имени женщин, на решение которого понадобилось 17 лет.

### Преподавание
Консультировала юристов, психологов и психиатров по разным темам, включая секс между пациенткой(-том) и терапевтом(-кой), изнасилование, инцест, домашнее насилие, содержание под стражей, убийства чести и жестокое обращение с женщинами в тюрьмах и психиатрических больницах. Она много лет вела небольшую психотерапевтическую практику, а в 1997 году преподавала курс судебной психологии в колледже Джона Джея. В 1998 году Чеслер читала курс углублённой психологии и женских исследований в Университете Брандейса.
В течение 1969–1970 учебного года Чеслер преподавала один из первых женских курсов в США в Ричмонд-колледже (который позже объединился с общественным колледжем Статен-Айленда в колледж Статен-Айленда) в Нью-Йорке.

### Писательская работа
В 1972 году опубликовала книгу «Женщины и безумие», тезис которой в том, что «существуют двойные стандарты психического здоровья и болезней и что женщин часто наказывают как функцию пола, расы, класса или сексуальных предпочтений». Книга разошлась тиражом свыше 3 млн экземпляров по всему миру. В рецензии на первой странице New York Times американская поэтесса и феминистка Адриенна Рич описала её как «интенсивную, быструю, яркую, противоречивую… пионерский вклад в феминизацию психиатрического мышления и практики».
Чеслер считает, что мужчины могут и должны быть профеминистами, и написала в книге «Письма молодой феминистке», что видит среди своих наследников как женщин, так и мужчин. Чеслер изучала мужскую психологию и опубликовала на эту тему книгу «О мужчинах», в которой исследует отношения между отцом и сыном, матерью и сыном, братом и братом. Книга также касается мужского конформизма: как и почему мужчины подчинялись приказам мужчин-тиранов, и какие мужчины сопротивлялись.

## Книги
- Women and Madness (1972, переиздана 2005)
- Women, Money and Power (1976)
- About Men (1979)
- With Child: A Diary of Motherhood (1979)
- Mothers on Trial: The Battle for Children and Custody (1986)
- Sacred Bond: The Legacy of Baby M (1988)
- Patriarchy: Notes of an Expert Witness (1994)
- Feminist Foremothers in Women's Studies, Psychology, and Mental Health (1995)
- Letters to a Young Feminist (1997)
- Woman's Inhumanity to Woman (2002)
- Women of the Wall: Claiming Sacred Ground at Judaism's Holy Site (2002)
- The New Anti-Semitism. The Current Crisis and What We Must Do About It (2003)
- The Death of Feminism: What's Next in the Struggle For Women's Freedom (2005)
- Mothers on Trial: The Battle for Children and Custody (25th Anniversary Edition) (2011)
- An American Bride in Kabul: A Memoir (2013)
- Living History: On the Front Lines for Israel and the Jews: 2003–2015 (2015)
- Islamic Gender Apartheid. A Veiled War Against Women (2017)
- A Family Conspiracy: Honor Killing (2018)
- A Politically Incorrect Feminist: Creating a Movement with Bitches, Lunatics, Dykes, Prodigies, Warriors, and Wonder Women (2018)